# Poker Night
Pour plus de détails, voir Fiche technique et Distribution.
Poker Night est un film américain, sorti en 2014.

## Fiche technique
- Titre : Poker Night
- Réalisation : Greg Francis
- Scénario : Greg Francis et Doug Buchanan
- Photographie : Brandon Cox
- Musique : Scott Glasgow
- Pays d'origine : États-Unis
- Genre : thriller
- Date de sortie : 2014

## Distribution
- Beau Mirchoff : Stan Jeter
- Ron Perlman : Calabrese
- Giancarlo Esposito : Bernard
- Titus Welliver : Maxwell
- Michael Eklund : l'Homme
- Ron Eldard : Cunningham
- Corey Large : Davis
- Halston Sage : Amy
- Lochlyn Munro : Nate Munson
- Kieran Large : Shawn
- Mitchell Baker : Bob Fisher
- Aaron Rattner : Mr Rabbitt
- Chad Krowchuk : Mr Bootles
- Brett Dier : Détective